# Francesco Piemontesi

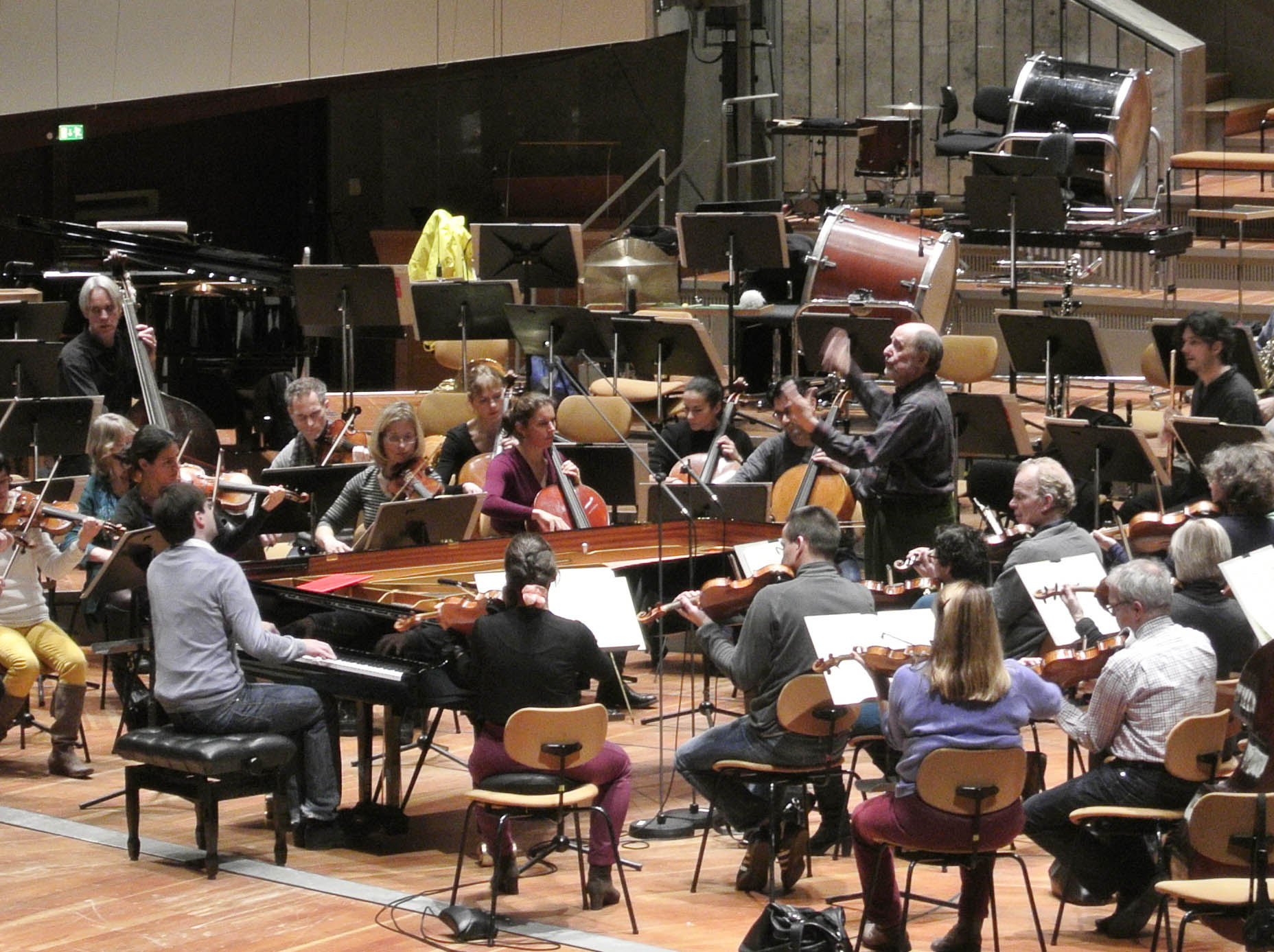
Francesco Piemontesi und Roger Norrington bei einer Probe mit dem Deutschen Symphonie-Orchester Berlin in der Berliner Philharmonie

Francesco Piemontesi (* 7. Juli 1983 in Locarno) ist ein Schweizer Pianist.

## Leben
Er gab 1994 sein Konzertdebüt und studierte seit seinem 15. Lebensjahr an der Musikhochschule Lugano. Danach setzte er sein Studium an der Hochschule für Musik und Theater Hannover fort. Zu seinen Lehrern zählen unter anderem Cécile Ousset, Alexis Weissenberg, Arie Vardi und Alfred Brendel. Aufgewachsen ist er in Tenero im Tessin. Er absolvierte sein Abitur im Jahr 2002. Derzeit lebt er in Berlin.
Nach Auszeichnungen bei verschiedenen wichtigen Klavierwettbewerben erhielt Francesco Piemontesi Konzerteinladungen von bedeutenden Konzerthäusern und Festivals wie den BBC Proms, Lucerne Festival, Edinburgh International Festival. Er gab Konzerte u. a. mit dem London Philharmonic Orchestra, dem BBC Symphony Orchestra, dem Symphonieorchester des Bayerischen Rundfunks und den Münchner Philharmonikern, dem Los Angeles Philharmonic, dem Pittsburgh Symphony Orchestra, dem City of Birmingham Symphony Orchestra, dem Cleveland Orchestra, dem NHK Symphony Orchestra, dem Gewandhausorchester Leipzig, dem Rundfunk-Sinfonieorchester und dem Deutschen Symphonie-Orchester Berlin, der Tschechischen Philharmonie, dem Orchestre de Paris und dem Orchestre Philharmonique de Radio France, dem Orchestre de Chambre de Lausanne und dem Scottish Chamber Orchestra unter Dirigenten wie Zubin Mehta, Roger Norrington, Charles Dutoit, Jiří Bělohlávek, Stanisław Skrowaczewski, Gianandrea Noseda, Vladimir Ashkenazy, Sakari Oramo, Marek Janowski, Andrew Manze, Ton Koopman, Andrea Marcon, Manfred Honeck, Mirga Gražinytė-Tyla, Thomas Søndergård und Michail Pletnjow. Regelmässige Kammermusikpartner von ihm sind Renaud Capuçon, Jörg Widmann, Antoine Tamestit, Daniel Müller-Schott und das Emerson String Quartet.
Er gab Klavierrezitale in bedeutenden Konzerthäusern wie der Berliner Philharmonie, dem Wiener Konzerthaus und dem Musikverein, dem Southbank Centre in London, der New Yorker Carnegie Hall und Avery Fisher Hall, der Suntory Hall Tokyo, dem Amsterdamer Concertgebouw und in der Hollywood Bowl. Eine besondere Beziehung verbindet Piemontesi mit der Londoner Wigmore Hall, die ihn einlud ab 2016 sämtliche Klavierwerke Mozarts zyklisch aufzuführen.
2010 wurde Francesco Piemontesi mit dem Fellowship des Borletti-Buitoni Trust in London ausgezeichnet und war von 2009 bis 2011 „New Generation Artist“ der BBC. 2012 wurde Piemontesi der „Best Newcomer Award“ des BBC Music Magazine für seine CD „Recital“ mit Werken von Händel, Bach, Brahms und Liszt verliehen. Seit 2013 ist Francesco Piemontesi künstlerischer Leiter der Settimane Musicali in Ascona. Am 2. Mai 2024 gab Stiftungsratspräsident Francesco Ressiga-Vacchini bekannt, dass Piemontesi die künstlerische Leitung der Musikwochen aufgeben wird und letztmals für die Ausgabe 2025 verantwortlich zeichnet.

## Diskographie
- Debussy: Préludes, Naïve Records, 2015
- Mozart: Klavierwerke, Naïve Records, 2014
- Schumann | Dvorak: Klavierkonzerte, mit dem BBC Symphony Orchestra unter Jiří Bělohlávek, Naïve Records 2013
- Frank Martin: Intégrale des Oeuvres pour Flûte, mit Emmanuel Pahud und dem Orchestre de la Suisse Romande unter Thierry Fischer, Musiques Suisses 2012
- Recital: Werke von Händel, Brahms, Bach, Liszt, Avanti classics 2010
- Schumann: Klavierwerke, Claves 2009

## Kritiken
Im Fono Forum schilderte Frank Siebert die expressiv-melancholische Tiefe und Eindringlichkeit von Piemontesis Interpretation der Sonaten Mozarts, die den Wesenskern der Musik zu berühren scheine. Die Frankfurter Allgemeine Zeitung attestierte Piemontesi für seine Interpretation des 2. Klavierkonzertes von Brahms mit dem hr-Sinfonieorchester subtile Anschlagtechnik, Expressivität und technische Perfektion. Die Neue Zürcher Zeitung nannte Piemontesi einen „Klangzauberer“. Die englische Zeitung The Independent beschrieb eine Aufführung von Debussys Préludes als atemberaubend und lobte seine makellose Technik, die er ganz in den Dienst seiner sehr originellen Interpretation stelle. Der englische Musikschriftsteller Jeremy Nicholas stellte Piemontesis Aufnahme der 24 Préludes von Claude Debussy in eine Reihe mit den legendären Interpretationen von Arturo Benedetti Michelangeli und Marc-André Hamelin.